# Кулак Північної зорі (фільм, 1995)
«Кулак Північної зорі» (або "Кулак Полярної зорі") — бойовик 1995 року. Вільна екранізація одноіменної японської манги Беронсона та Тецуо Хари. Режисером стрічки виступив Тоні Рендел. Головні ролі зіграли Гері Деніелс, Костас Менділор, Кріс Пенн, Ісако Васіо та Малкольм МакДавелл. Японський дубляж фільму був створений компанією Toei Video, де акторський склад аніме-серіалу 1980-х років повторив свої ролі. Фільм вийшов на DVD.

## Сюжет
Постапокаліптичне майбутнє. Світ знаходиться в руїнах після Третьої світової війни. На планеті панує хаос та анархія, а всі виживші намагаються знайти собі порятунок. Найбільшою цінністю є вода, оскільки тепер з неба йдуть лише кислотні дощі. За порядком в такому світі слідкують дві школи бойових мистецтв — Полярна зірка та Південний хрест. Однак баланс їхнього існування порушує Лорд Сін. Будучи послідовником школи Південного хреста, він вбиває майстра Полярної зірки Рюкена, а його сина Кенсіро забиває до смерті, залишаючи на його тілі сім шрамів у формі сузір'я Великої Ведмедиці. Проте тому вдається вижити.
Зосередивши всю владу в своїх руках, Лорд Сін починає "будівництво" власної імперії. Поруч з ним знаходиться колишня наречена Кенсіро, Джулія, яка проти своєї волі стала заручницею Сіна.
Волю Лорда Сіна виконують спеціальні патрулі на чолі Шакалом — безжальним вбивцею, голова якого понівечена після його сутички з Кенсіро. Вони переміщаються на мотоциклах та несуть з собою тільки смерть та руйнування. Тому звук моторів слугує попередженням для простих людей, щоб ті ховалися в укриття.
В свою чергу Кенсіро мандрує світом з єдиною метою — помститися Лорду Сіну. Буквально кожної ночі він знову і знову переживає жахіття їхньої останньої сутички. Втім, не тільки це переслідує мандрівника. Йому ввижається привид батька, який закликає забути про помсту і згадати основні настанови школи Полярної зірки...

## У ролях
- Гері Деніелс — Кенсіро
- Костас Менділор — Лорд Сін
- Кріс Пенн — Шакал
- Ісако Васіо — Джулія
- Мелвін Ван Піблз — Ашер
- Даунтаун Джулі Браун — Шарлотта "Чарлі"
- Малкольм МакДавелл — Рюкен
- Данте Баско — Бет
- Клінт Говард — "Сталін"
- Леон "Вейдер" Вайт — Голіаф

## Відгуки
Фільм отримав змішані відгуки від шанувальників та онлайн-критиків.
Дейв Фостер з DVD Times назвав фільм поганою адаптацією. Він виділив бойову техніку Кенсіро як досить непереконливу та дещо "лагідну" порівняно з тим, як це зображено в аніме.
Інші критики теж негативно висловлювалися стосовно конкретних сцен фільму, зокрема, першої сутички між Кенсіро та Сіном.